# Ilovlja
Ilovlja (rusky Иловля) je řeka v Saratovské a Volgogradské oblasti v Rusku. Je dlouhá 358 km. Povodí má rozlohu 9250 km².

## Průběh toku
Protéká přes Povolžskou vrchovinu. Ústí zleva do Donu.

## Vodní režim
Zdrojem vody jsou převážně sněhové srážky. Průměrný roční průtok vody ve vzdálenosti 22 km od ústí u vesnice Ilovlja činí 9,6 m³/s. Zamrzá na začátku prosince a rozmrzá na konci března až na začátku dubna. V létě částečně vysychá a rozděluje se na oddělené stojaté úseky (плёсы).

## Historie
V 16. a v 18. století se plánovalo spojit kanálem řeku s Volhou u města Kamyšin, kde se ve středověku vlekly lodě z povodí Donu do povodí Volhy.